# Így jöttem
Az Így jöttem 1964-ben készült és 1965-ben bemutatott fekete-fehér magyar filmdráma Jancsó Miklós rendezésében.

## Történet
Egy fiatalember szovjet fogságba kerül. Kivezénylik egy tanyára, ahol segítenie kell egy szovjet katonának a gulyát őrizni és teheneket fejni a sebesültek élelmezéséhez. A két fiatalember között szép lassan valami csendes barátság szövődik.

## Szereplők
- Kozák András (Jóska)
- Szergej Nyikonyenko (Kolja)
- Görbe János (hegyi sapkás)
- Siménfalvy Sándor (öreg arcú)
- Csurka László (távcsöves)
- Izsóf Vilmos (repülő)
- Meszléry Judit (menekülő lány)
- Tallós Endre (fehér köpenyes)
- Solti Bertalan (hazatérő katona)
- Görbe János (menekülő)
- Siménfalvy Ida (öreg néni a vonaton)
- Kállay Ilona (hazatérő nő)
- Molnár Tibor (hazatérő férfi)
- Tándor Lajos, Gera Zoltán, Madaras József (hadifoglyok)
- Gyenge Árpád, Koltai János, Őze Lajos (hazatérő zsidók)
- Barsy Béla, Solti Bertalan (lézengő magyar katonák)

További szereplők: Jurij Bodovszkij, Viktor Chekmaryov, Csikos Sándor, Csomós Mari, Dávid Kiss Ferenc, Gyöngyössy Katalin, Haraszin Tibor, Harkányi János, Horváth Ferenc, Horváth László, Karikás Péter, Krasznai János, Körmendi János, Szersén Gyula, Szilágyi Tibor, Ivan Szolovjev, Szénási Ernő

## Díjak
Magyar Játékfilmszemle (1965)
- díj: társadalmi zsűri fődíja
- díj: szakmai zsűri rendezői különdíja

Magyar Filmkritikusok Díja (1966)
- díj: operatőri díj